# 1266
1266 (MCCLXVI) var ett normalår som började en fredag i den julianska kalendern.

## Händelser

### Februari
- 26 februari – Slaget vid Benevento utkämpas i Benevento, Kampanien i nuvarande Italien.

### Oktober
- 21 oktober – Vid jarlen Birger Magnussons död blir Valdemar Birgersson regerande kung med sin bror Magnus som sin närmaste man.

### Okänt datum
- Nyköpingshus omnämns för första gången i samband med att Magnus är hertig av Södermanland.
- Efter Birgers död ersätts den svenska ämbetsmannatiteln jarl av titeln hertig, en titel förbehållen medlemmar av kungahuset. Ämbetet som kungens närmaste man begränsas dock, för att hertigen inte ska få för stor makt i förhållande till kungen och riksrådet.
- Den norske kungen Magnus Lagaböter avstår Isle of Man och Hebriderna till Skottland mot ekonomisk ersättning samt att Skottland erkänner Norges överhöghet över Orkney- och Shetlandsöarna.
- Petrus de Dacia börjar studera vid kyrkoskolan i Köln.

## Födda
- Johannes Duns Scotus, skotsk filosof och teolog.
- Hedvig av Kalisz, drottning av Polen.

## Avlidna
- 26 februari – Manfred av Sicilien, kung av Neapel och Sicilien.
- 4 april – Johan I av Brandenburg, markgreve av Brandenburg.
- 21 oktober – Birger Magnusson, Sveriges jarl och styresman sedan 1248 (begravd i Varnhems kloster).